# Pomacentridae
Famille
Les pomacentridés (Pomacentridae, du grec poma opercule et kentron dard) sont une famille de poissons perciformes, comprenant les demoiselles et les poissons-clowns. La plupart vivent en eau salée, mais certains fréquentent les eaux saumâtres. Ils sont remarquables pour leur robuste constitution et territorialité. Ils pratiquent l'hermaphrodisme successif de type protandre. Nombre d'entre eux sont brillamment colorés, ce qui les rend populaires dans les aquariums.
Les membres de cette famille sont parfois classés en quatre sous-familles : Amphiprioninae, Chrominae, Lepidozyginae, et Pomacentrinae, partition non retenue par FishBase, par WoRMS, par BioLib.

## Liste des genres

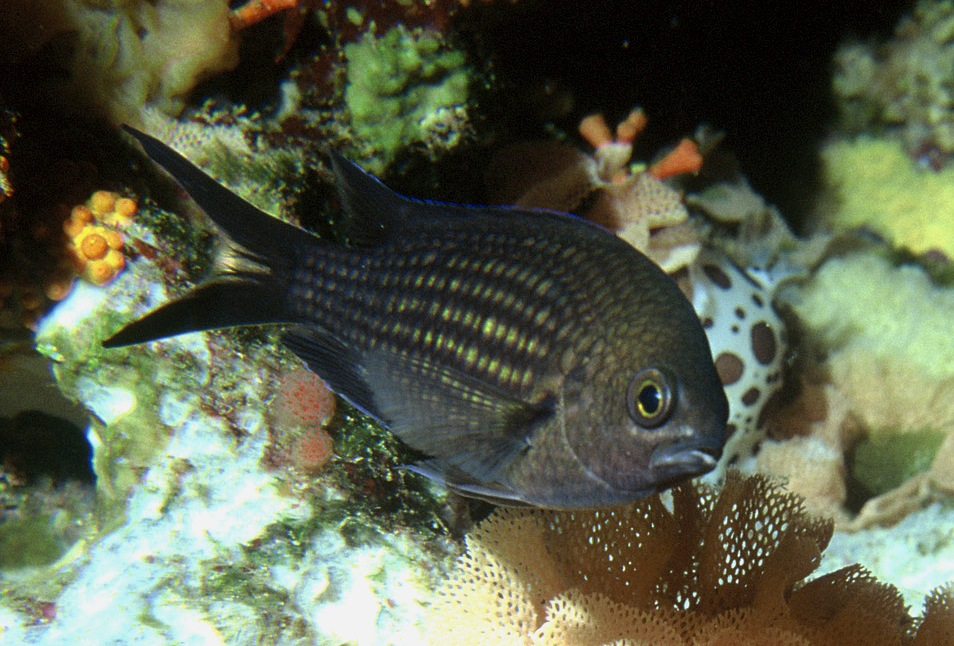
Chromis chromis, la castagnole de Méditerranée ou « hirondelle ».

Environ 360 espèces sont groupées dans cette famille, dans 30 genres. 
Selon World Register of Marine Species (23 janvier 2017) :
- Abudefduf Forsskål, 1775 — Sergent major
- Acanthochromis Gill, 1863 — Castagnole à épines
- Altrichthys Allen, 1999
- Amblyglyphidodon Bleeker, 1877
- Amblypomacentrus Bleeker, 1877
- Amphiprion Bloch & Schneider, 1801 — Poisson-clown
- Azurina Jordan & McGregor, 1898
- Cheiloprion Weber, 1913
- Chromis Cuvier, 1814 — Castagnoles et Demoiselles
- Chrysiptera Swainson, 1839
- Dascyllus Cuvier, 1829
- Dischistodus Gill, 1863
- Hemiglyphidodon Bleeker, 1877
- Hypsypops Gill, 1861
- Labrodascyllus Di Caporiacco, 1948
- Lepidozygus Günther, 1862
- Mecaenichthys Whitley, 1929
- Microspathodon Günther, 1862
- Neoglyphidodon Allen, 1991
- Neopomacentrus Allen, 1975
- Nexilosus Heller & Snodgrass, 1903
- Parma Günther, 1862
- Plectroglyphidodon Fowler & Ball, 1924
- Pomacentrus Lacepède, 1802
- Pomachromis Allen & Randall, 1974
- Premnas Cuvier, 1816 — Poisson-clown
- Pristotis Rüppell, 1838
- Pseudopomacentrus Bleeker, 1877
- Similiparma Hensley, 1986
- Stegastes Jenyns, 1840 — Grégoires
- Teixeirichthys Smith, 1953

## Galerie

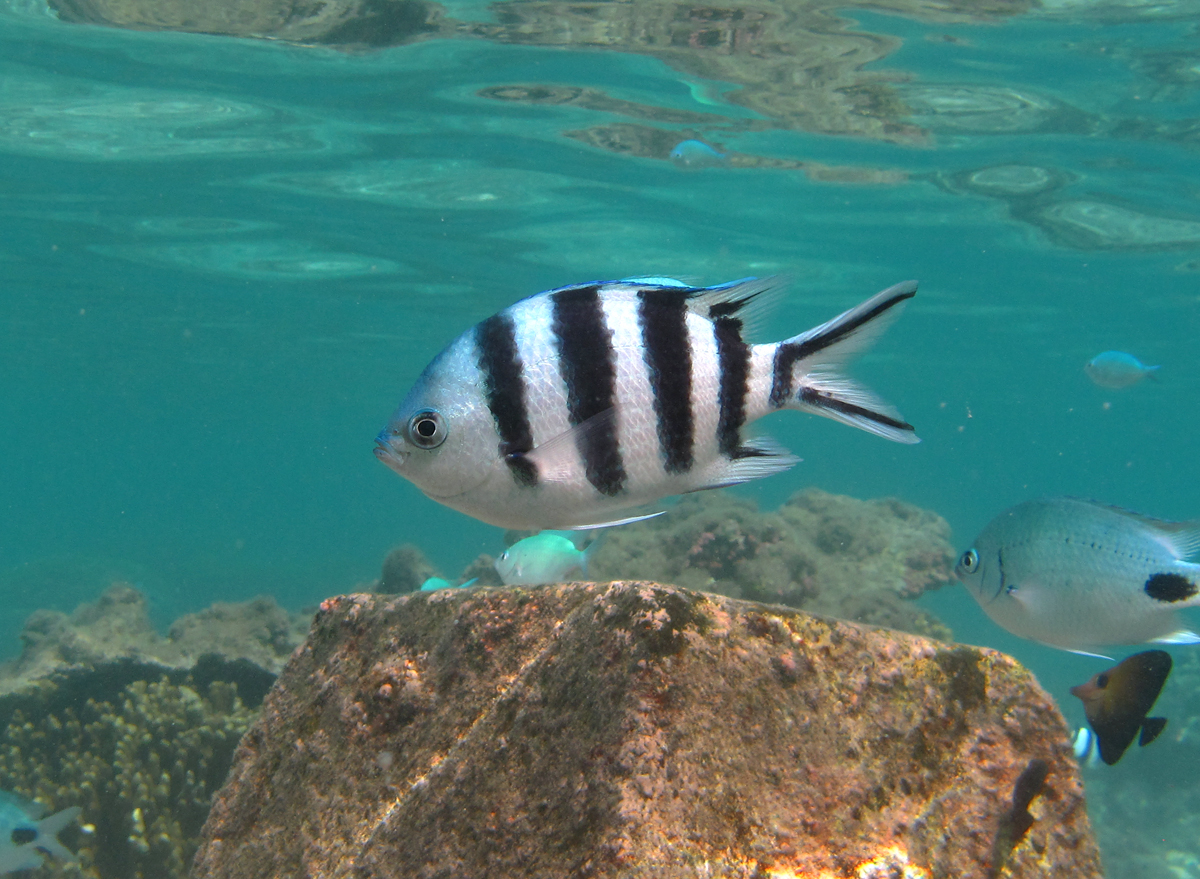
Abudefduf sexfasciatus
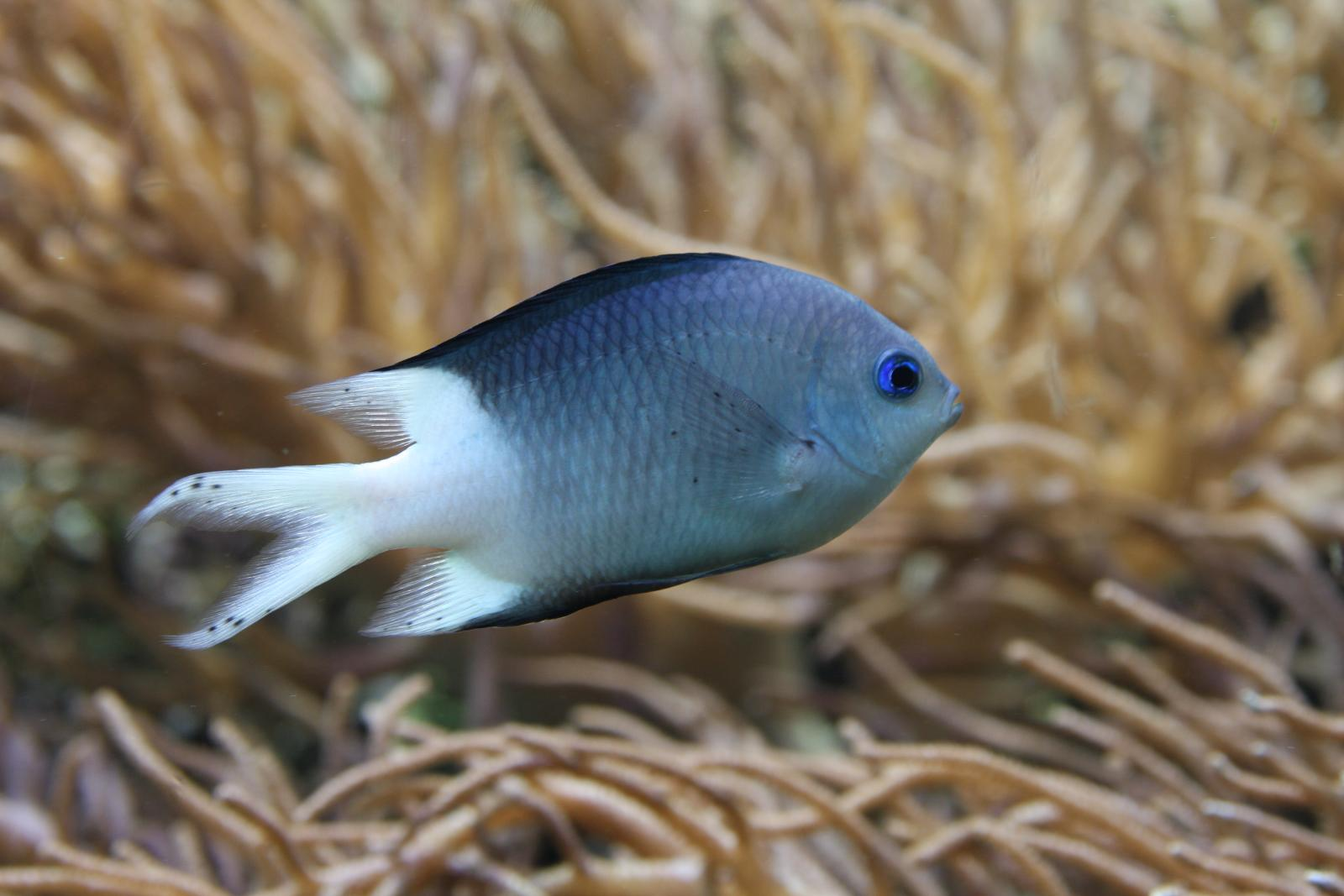
Acanthochromis polyacanthus
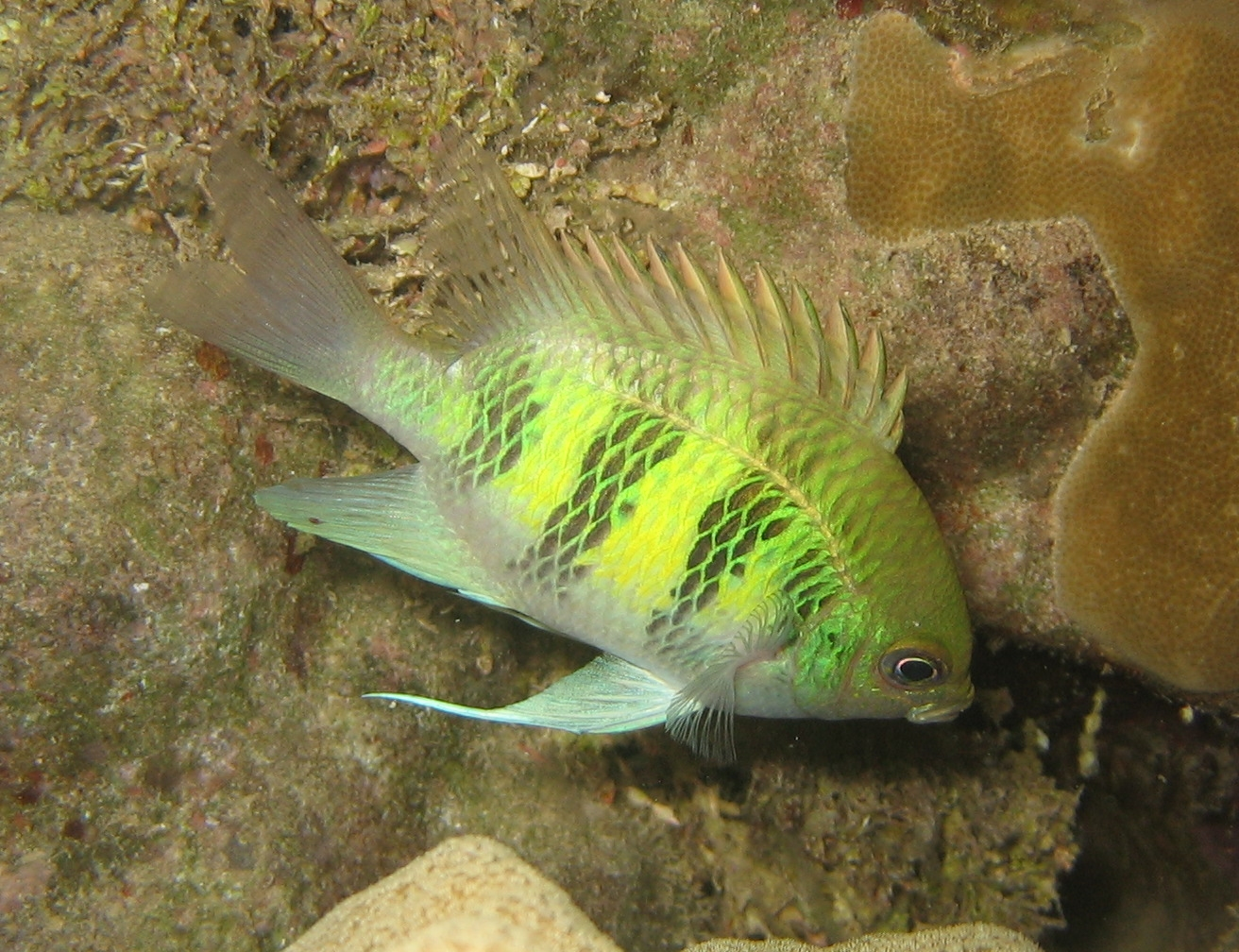
Amblyglyphidodon curacao
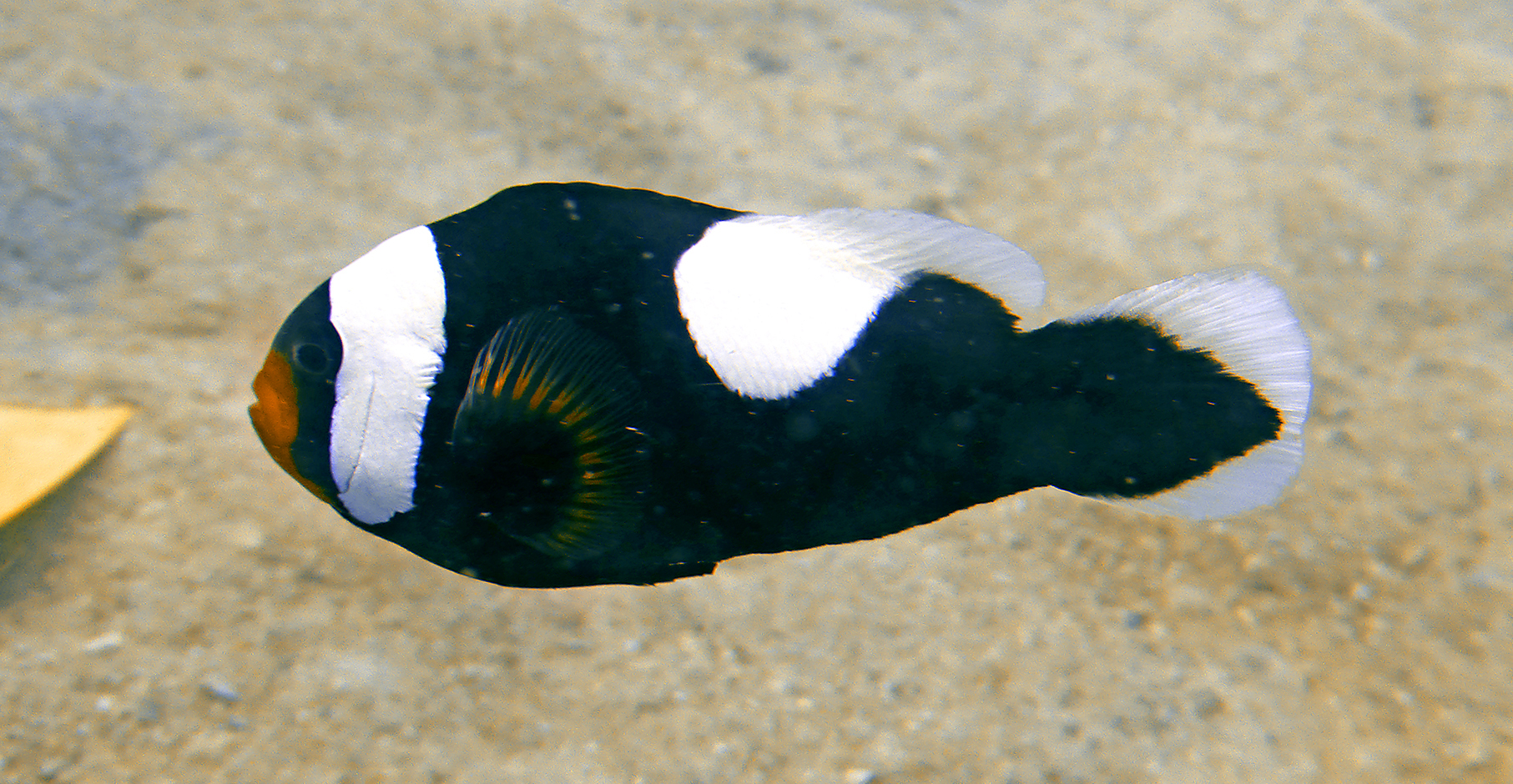
Amphiprion polymnus
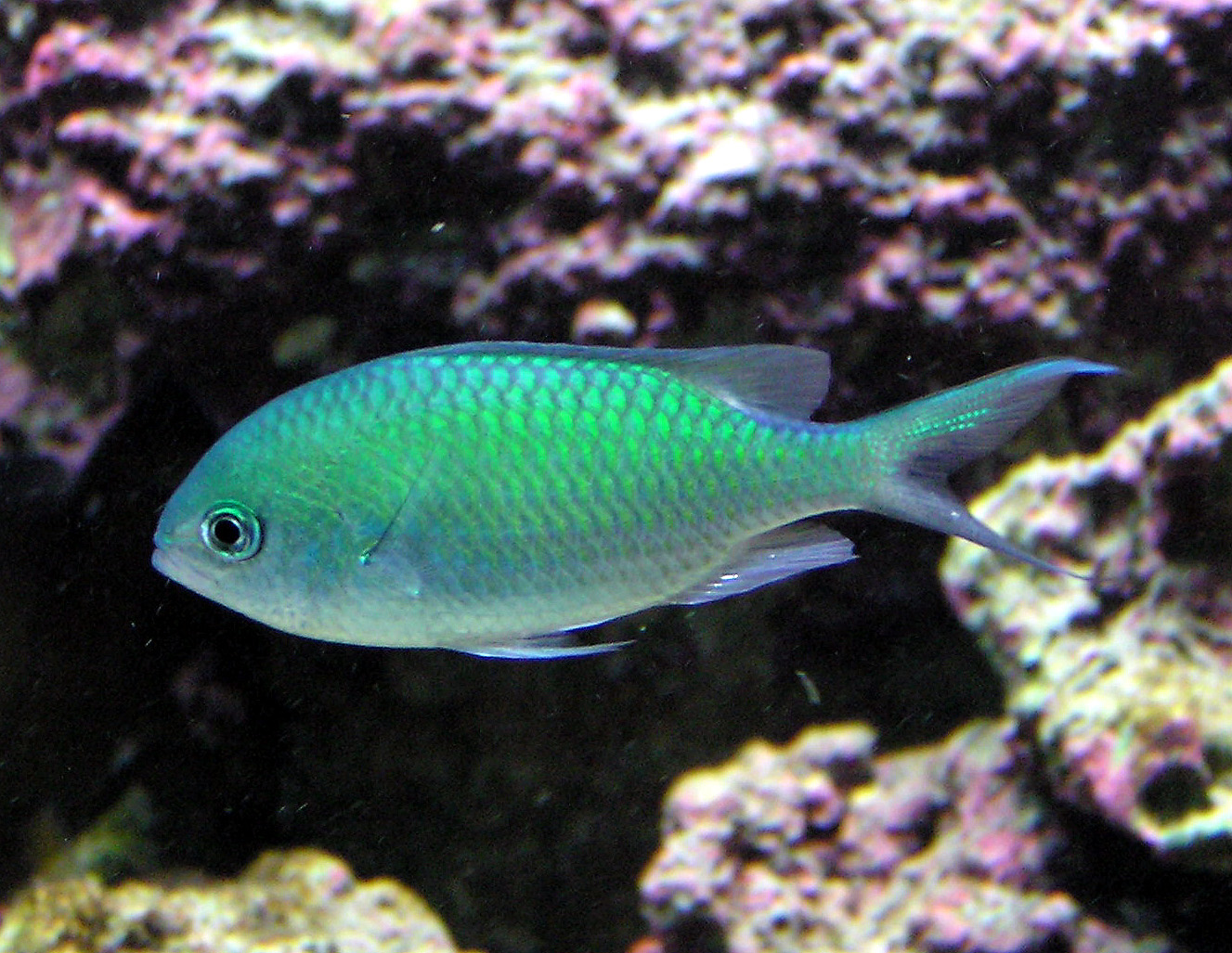
Chromis viridis
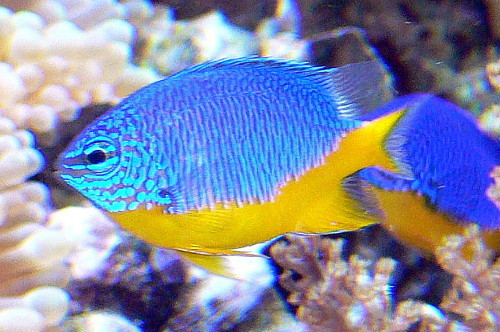
Chrysiptera hemicyanea
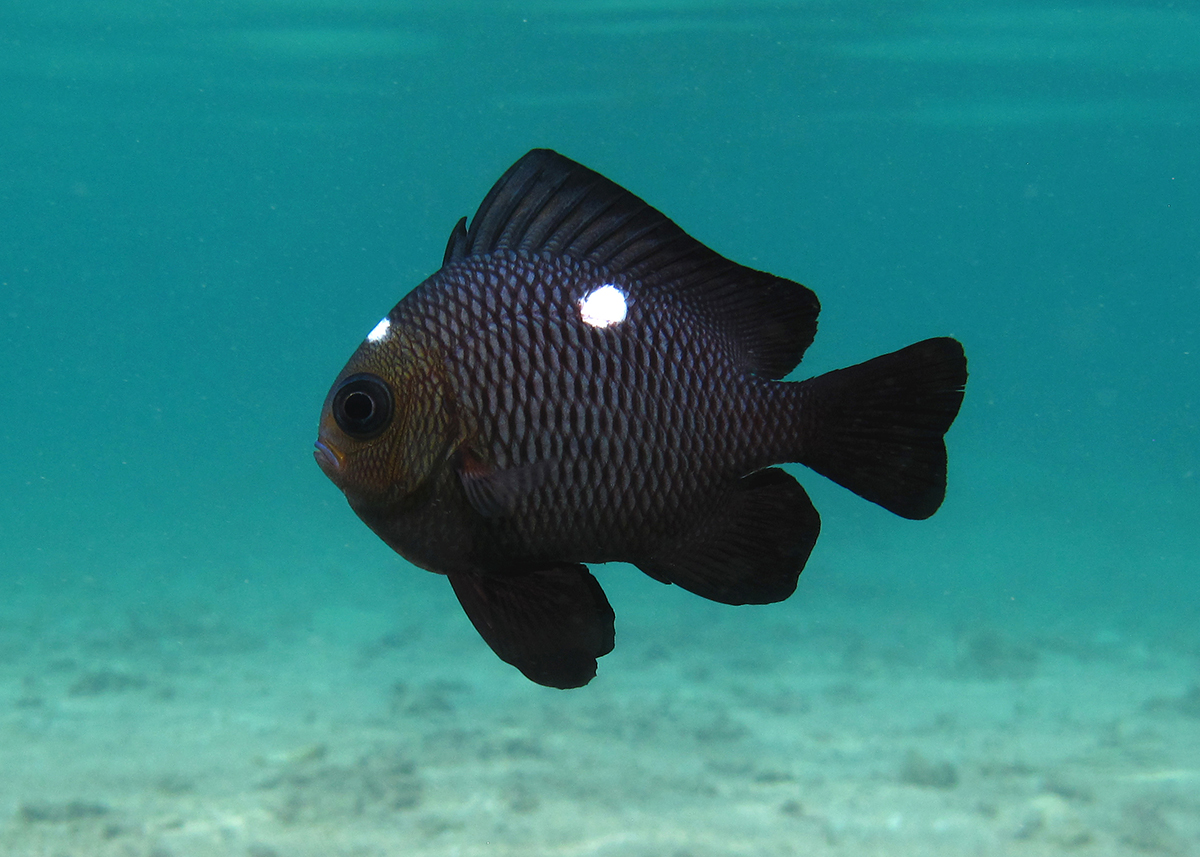
Dascyllus trimaculatus
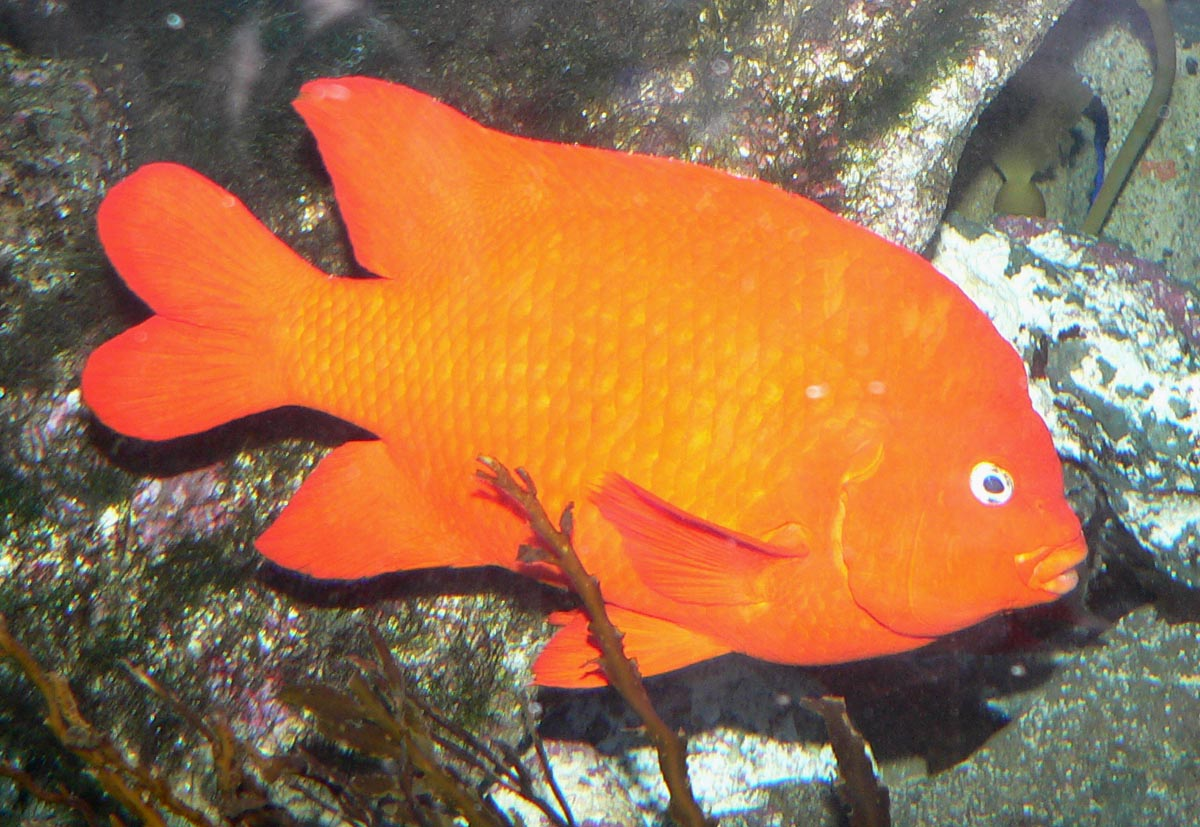
Hypsypops rubicundus
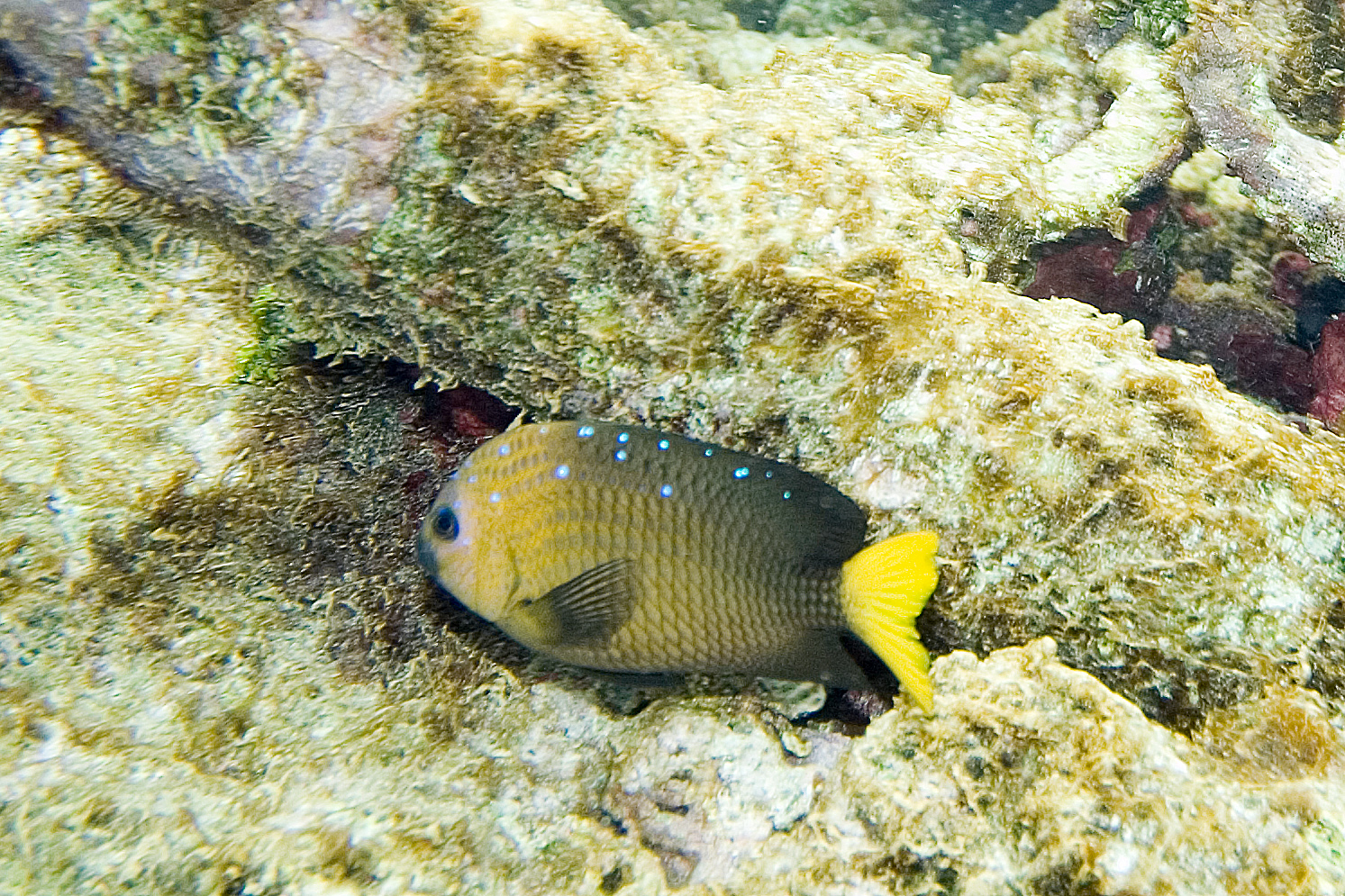
Microspathodon chrysurus
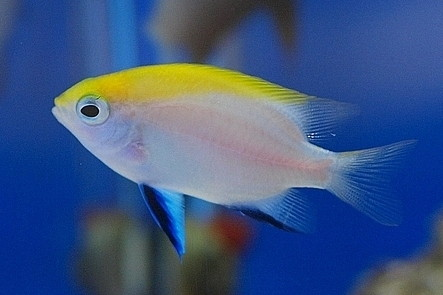
Neoglyphidodon melas
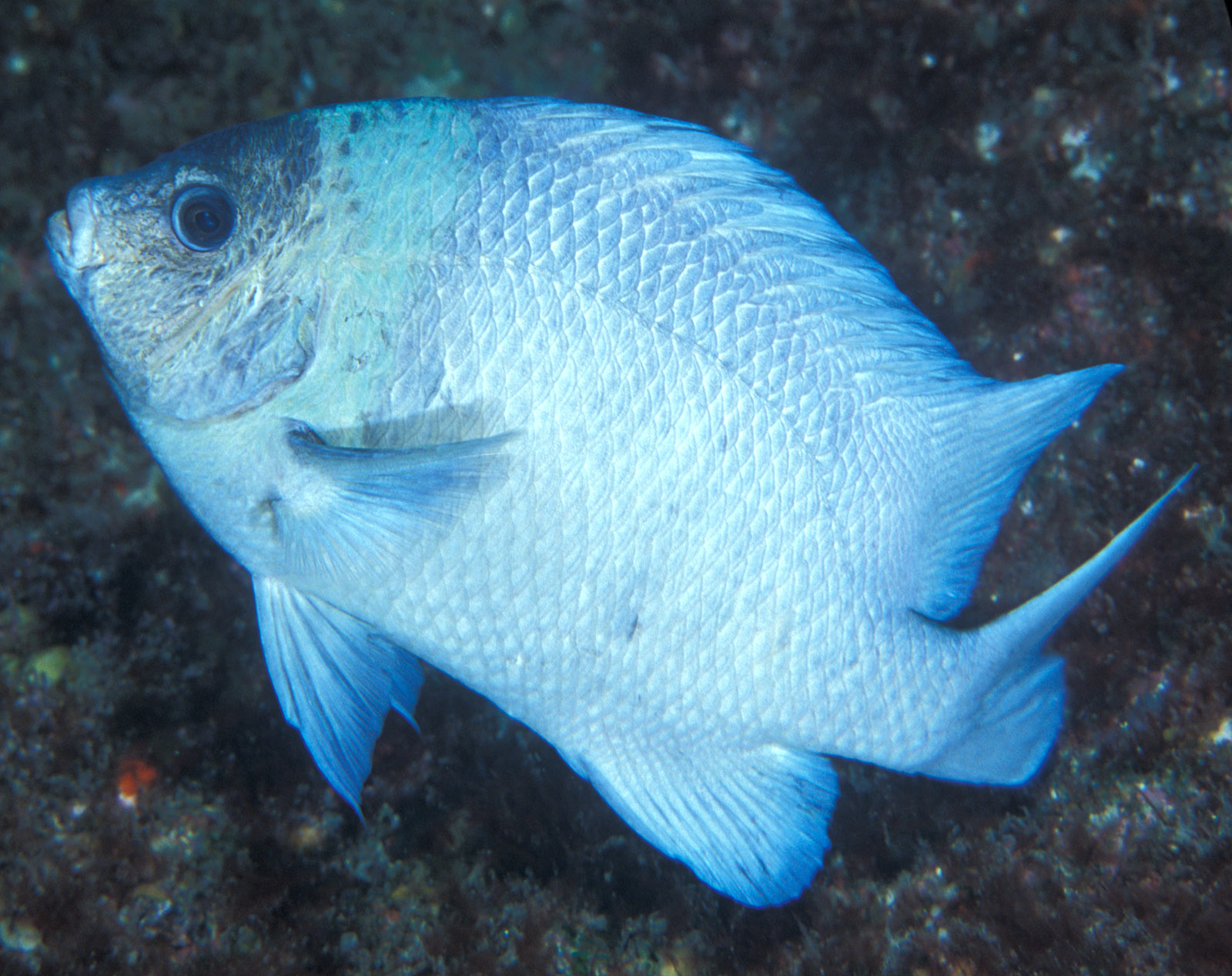
Parma kermadecensis
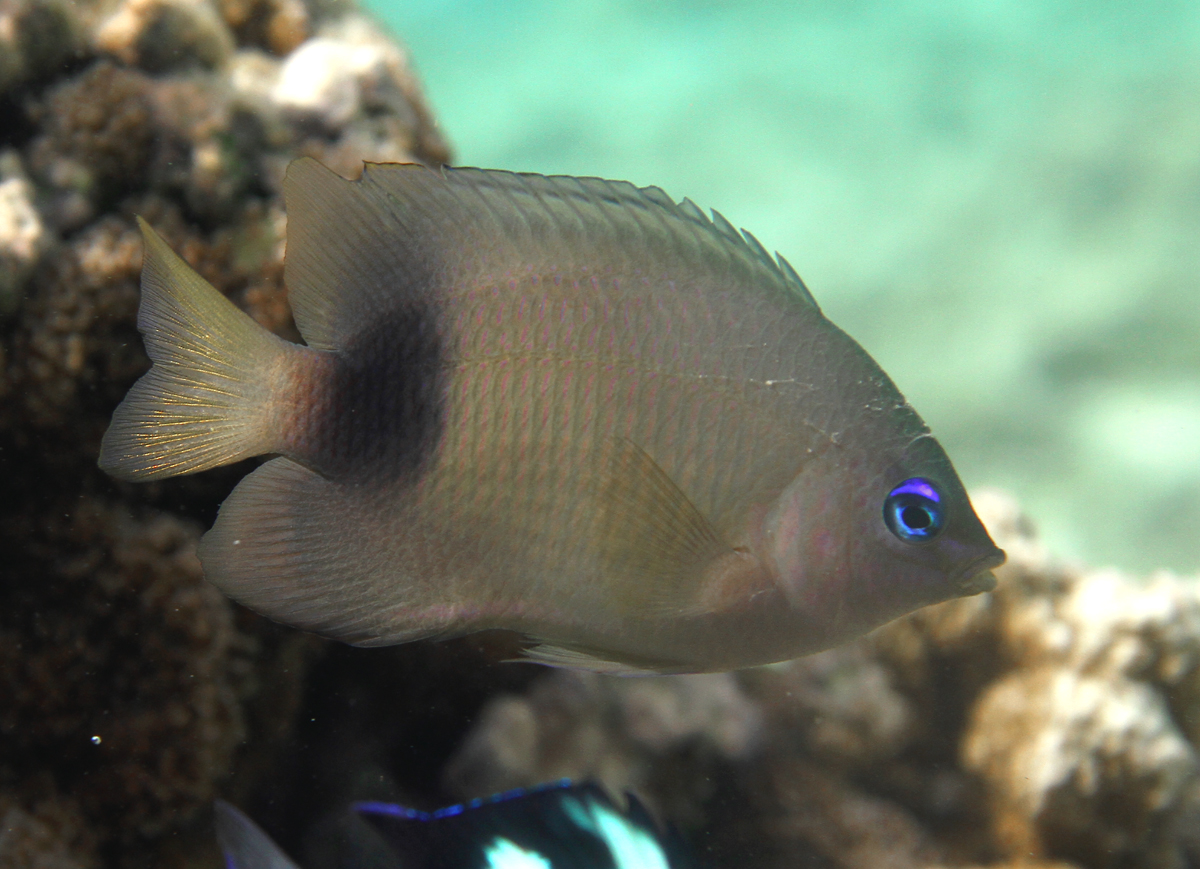
Plectroglyphidodon johnstonianus
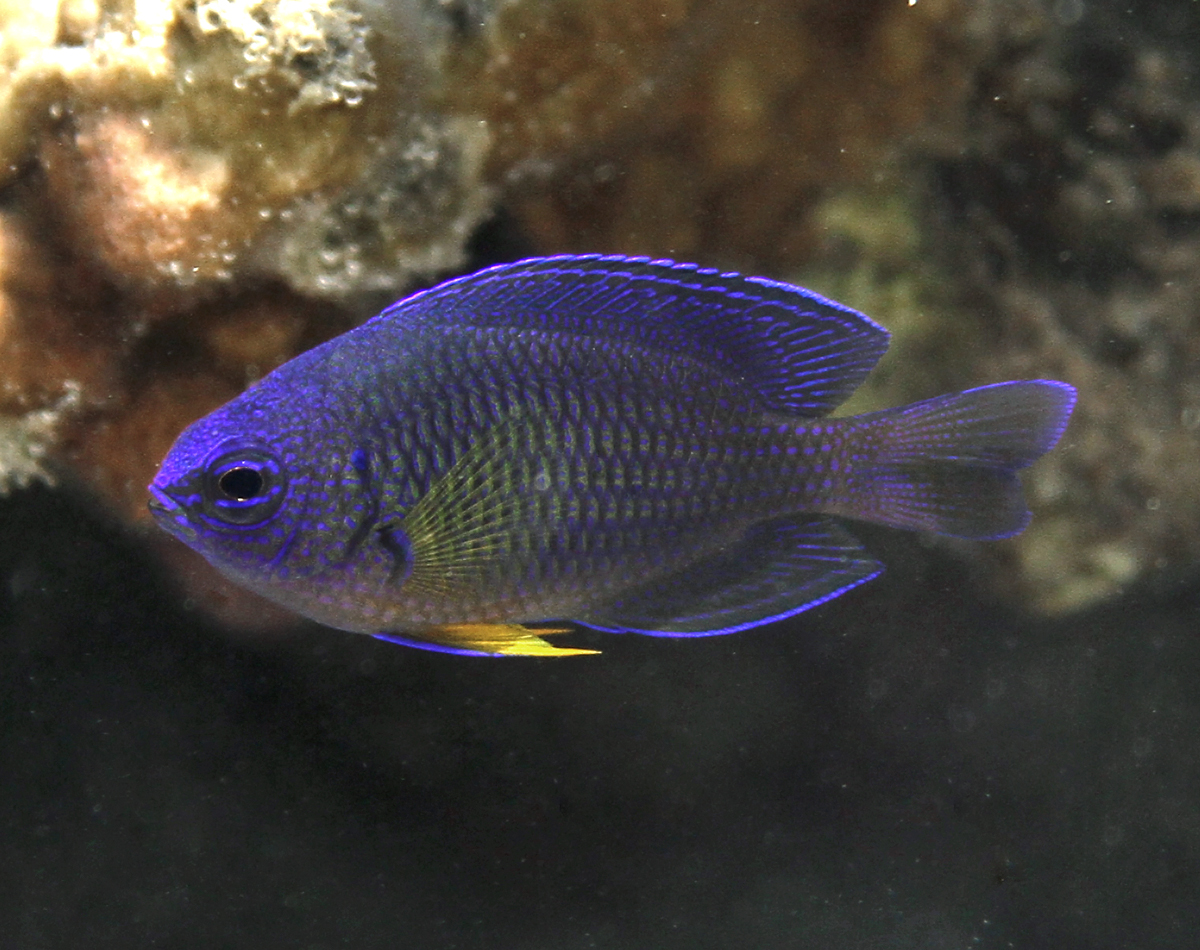
Pomacentrus caeruleus
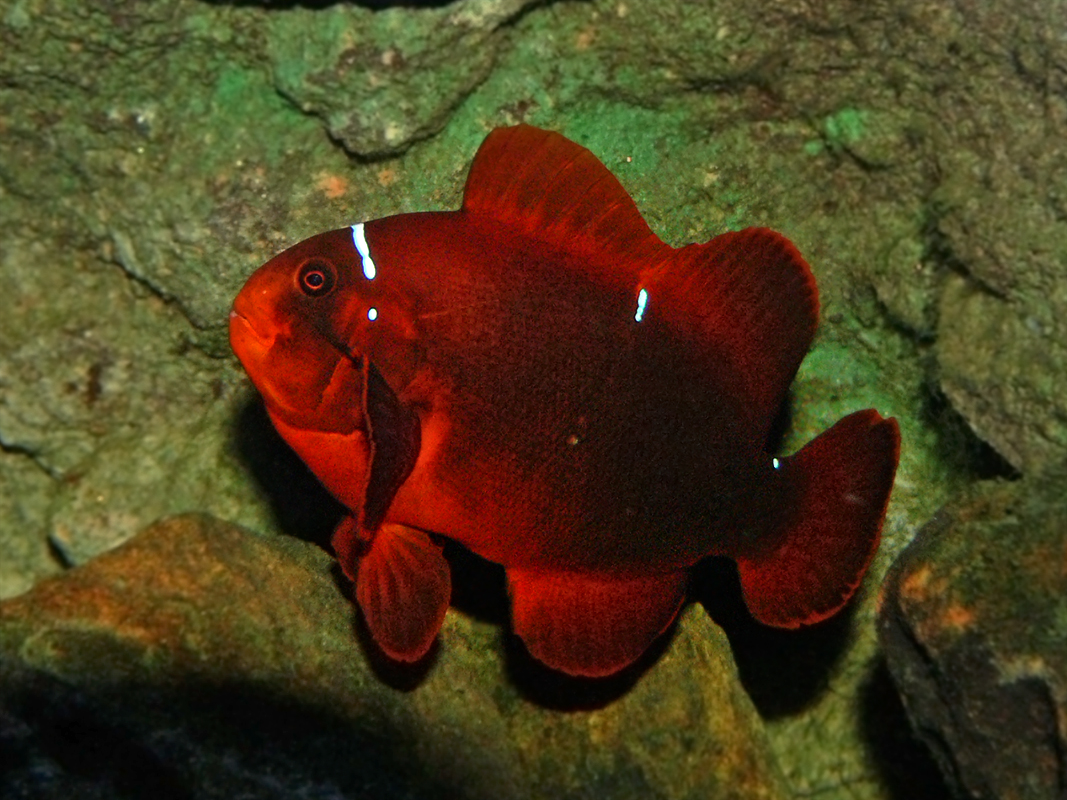
Premnas biaculeatus
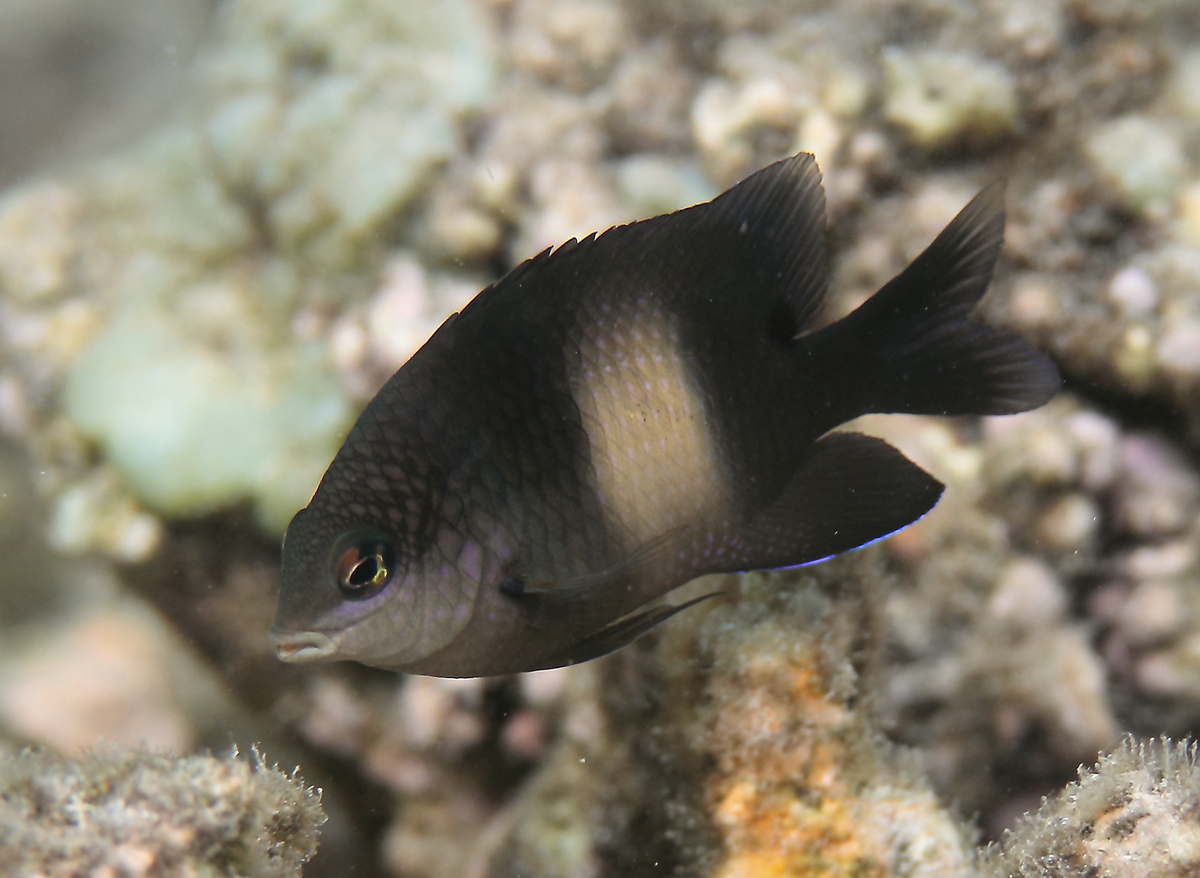
Stegastes nigricans